# Otar Patsatsia
Otar Patsatsia (en georgiano: ოთარ ფაცაცია) (Inguiri (Zugdidi, RSS de Georgia, 15 de mayo de 1929 - 10 de diciembre de 2021) fue un político georgiano. Fue primer ministro de Georgia entre el 20 de agosto de 1993 y el 5 de octubre de 1995.
Anteriormente burócrata del PCUS y administrador de empresas, Otar Patsatsia lideró el Gabinete de Georgia, con Eduard Shevardnadze como presidente del país, durante los años de guerra civil y crisis económica. Su nombramiento como primer ministro fue un intento de aplacar los ánimos de los partidarios del presidente Zviad Gamsajurdia, depuesto por vía militar en 1992, dado que Patsatsia procedía de Zugdidi, el bastión de los lealistas de Gamsajurdia. Tras ocupar un escaño en el Parlamento de Georgia entre 1995 y 1999, no ha desempeñó ningún papel relevante en la política.

## Biografía

### Primeros años
Otar Patsatsia nació en el pueblo de Inguiri (Zugdidi, RSS de Georgia), como hijo de Ambako y Luba Patsatsia. Se formó como ingeniero en el Instituto Tecnológico de Leningrado.
Fue funcionario del Partido Comunista en Zugdidi y ocupó el cargo de Primer Secretario del comité local del partido desde 1955 hasta que fue cesado en 1965. En 1966, pasó a dirigir la Fábrica de Papel de Zugdidi, puesto que ocupó durante casi 25 años hasta 1990. En los últimos años de la Unión Soviética, fue elegido Diputado del Pueblo entre 1989 y 1990 y galardonado con el título de Héroe del Trabajo Socialista.

### Carrera política en la Georgia independiente
En 1992, Eduard Shevardnadze – un veterano político soviético que ocupó la presidencia de Georgia poco después del violento derrocamiento del presidente Zviad Gamsajurdia – nombró a Patsatsia presidente del distrito de Zugdidi. Zugdidi era el principal bastión de los lealistas partidarios de Gamsajurdia, o «zviadistas», quienes siguieron oponiendo resistencia, a menudo armados, al nuevo régimen y sus grupos paramilitares indisciplinados. La promoción de Patsatsia, originario de Zugdidi y con numerosos vínculos con la comunidad local, fue un intento de Shevardnadze de aplacar los ánimos de los partidarios de Gamsajurdia.
Tras la caída del gobierno de Tengiz Sigua el 5 de agosto de 1993, Shevardnadze nombró a Patsatsia nuevo primer ministro. Obtuvo la aprobación en el Parlamento el 20 de agosto del mismo año, y mantuvo el puesto en el baile de carteras del 7 de septiembre de 1993. Los dos años de mandato de Patsatsia estuvieron marcados por un creciente caos político, violentas luchas por el poder, el retroceso militar en la guerra de Abjasia, una guerra civil en toda regla contra las fuerzas pro-Gamsajurdia, una dura crisis económica y una serie de controvertidos acuerdos económicos y militares con Rusia. No fue un reformista y mantuvo una postura conservadora hacia el desarrollo económico. Patsatsia dimitió el 5 de octubre de 1995. Se presentó a las siguientes elecciones parlamentarias como candidato independiente de Zugdidi y ganó un escaño para los cuatro años siguientes.